# Хотдог
Хотдог (или франкфуртер) (на английски: hot dog; буквално: горещо куче) е вид сандвич с кренвирш или варена наденица. Традиционно се продава с пълнеж от лютеница и горчица, но може да е добавен кетчуп, пресни или мариновани зеленчуци, бекон и подправки.

## История
Въпреки че хотдогът се счита за типичен американски сандвич, корените му са в Германия.
Немците доказват в специално изследване, че първите подобни на хотдог закуски се правят в Германия през 1487 г. (пет години преди откриването на Америка). В началото на 19 век немските емигранти в Америка пренасят и технологията за производство на този сандвич.
Вероятно идва от реклама в САЩ, където в снимките е използван дакел, давайки името на сандвича.

## Здравословен аспект
Хотдозите могат да се консумират без допълнително приготвяне, въпреки че обикновено се стоплят преди сервиране.
Традиционно имат високо съдържание на мазнини и сол и са с добавен консервант натриев нитрит. Имат относително ниско ниво на канцерогени в сравнение с други месни продукти, тъй като се приготвят при ниски температури. Все пак Американският институт за ракови изследвания докладва, че ежедневната консумация на хотдог води до повишен риск от рак на дебелото черво. Това обаче е определяно от много медии като необосновани „нападателни реклами“.